# Jean-Pierre Changeux
Pour les articles homonymes, voir Changeux.
Jean-Pierre Changeux, né le 6 avril 1936 à Domont (Val-d'Oise), est un neurobiologiste français, connu pour ses recherches dans plusieurs domaines de la biologie, de la structure et de la fonction des protéines (en particulier les protéines allostériques), au développement précoce du système nerveux jusqu’aux fonctions cognitives. Célèbre dans les sciences biologiques pour le modèle Monod-Wyman-Changeux, il est aussi reconnu pour l’identification et la purification du récepteur nicotinique de l’acétylcholine et la théorie de l’épigenèse par stabilisation sélective des synapses. Changeux est connu du public non scientifique pour des idées concernant la relation entre l’esprit et le cerveau. Comme il l’écrit dans son livre Matière à pensée, Changeux défend la conception selon laquelle le système nerveux est actif plutôt que réactif et que l’interaction avec l’environnement, au lieu d’être instructive, résulte de la sélection de représentations internes préexistantes.
Il est membre de l'Académie des sciences depuis 1986.

## Biographie
Jean-Pierre Changeux entre en 1955 à l’École normale supérieure. Il obtient sa licence en 1957 et son diplôme d’études supérieures en 1958. Il est reçu à l’agrégation de sciences naturelles la même année. Il commence sa carrière scientifique alors qu'il se trouve encore à l’École normale supérieure, lors de stages d’été au laboratoire Arago de Banyuls-sur-Mer, où il identifie une nouvelle espèce de parasite. Il rédige sa thèse à l’Institut Pasteur sous la direction de Jacques Monod et de François Jacob, et obtient son doctorat en 1964. Changeux quitte ensuite la France pour des études post-doctorales d’abord à l’Université de Californie (Berkeley) (1965-1966), puis à l’Université Columbia College of Physicians and Surgeons, New York (1967). Il rentre en France comme sous-directeur de la chaire de biologie moléculaire occupée par Jacques Monod au Collège de France et, en 1972, il est nommé directeur de l’Unité de neurobiologie moléculaire à l’Institut Pasteur, où il devient professeur en 1975. La même année, Changeux est élu professeur au Collège de France, chaire de « communications cellulaires », qu’il occupe jusqu’en 2006.
Il est auteur de plus de 600 articles scientifiques et de plusieurs livres spécialisés ou destinés à un plus large public.

## Travaux scientifiques
Pendant toute sa carrière scientifique, Changeux a été fidèle à une conception moniste du cerveau de l’Homme alliant niveaux moléculaire, cellulaire et cognitif. Si l’on souhaite trouver un thème unificateur, c’est la conviction que la sélection est à la base de processus vitaux plutôt que l’instruction. Alors que ses lignes de recherche ont débuté comme des approches séparées, elles se sont trouvées réunies au cours des décennies récentes, autour des mécanismes allostériques comme fondement du rôle des récepteurs de neurotransmetteurs dans les fonctions cognitives.
Dans les années 1980, Francis Crick affirme que la conscience peut être étudiée scientifiquement. D'autres neurologues, dont Jean-Pierre Changeux de l'Institut Pasteur lui emboîtent le pas. Une controverse entre les dualistes et les matérialistes voit le jour en parallèle au développement des neurosciences.

### Allostérie

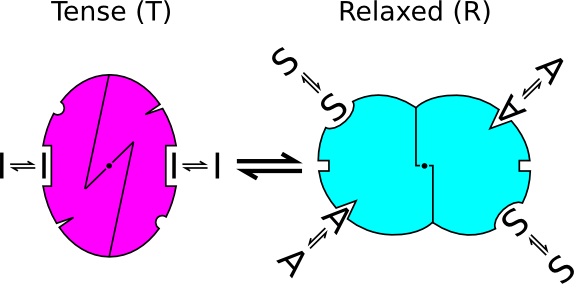
Diagramme représentant la transition allosterique d'une protéine entre des états R and T, stabilisés par un Agoniste, un Inhibiteur et un Substrat. Adapté de Changeux and Edelstein (2004) Nicotinic Acetylcholine Receptors: From Molecular Biology to Cognition.

Pendant son travail de thèse, effectué sous la direction de Jacques Monod et de François Jacob, Changeux étudie les propriétés allostériques d’enzymes régulatrices bactériennes, dont l’activité est modulée par des signaux chimiques de structure différente de celle de leurs substrats,,. Son travail conduit au développement du modèle de transition concertée pour les protéines allostériques dit de Monod-Wyman-Changeux,. L’idée principale de cette théorie est que : 1) ces protéines peuvent exister sous plusieurs conformations en équilibre thermique et en l’absence de signal régulateur : les effecteurs modifiant l’équilibre entre conformations en stabilisant celle pour laquelle ils montrent l’affinité la plus élevée, 2) toutes les sous-unités d’une protéine multimérique existent dans la même conformation, la transition ayant lieu de manière concertée. Le modèle explique la coopérativité concertée des protéines régulatrices sans changement progressif des paramètres biophysiques. Ce cadre conceptuel est encore utilisé pour expliquer les propriétés coopératives de protéines régulatrices comme l’hémoglobine.
Dans sa thèse de doctorat, Changeux suggère que la reconnaissance et la transmission de signaux par la membrane, en particulier par les membranes synaptiques, pourraient utiliser le même mécanisme que la régulation allostérique des enzymes bactériens. Pendant plus de quarante ans de recherche, Changeux a focalisé sa recherche sur les récepteurs de l’acétylcholine. En 1967, Changeux étend le modèle Monod, Wyman, Changeux à des réseaux bi-dimensionnels de récepteurs (une idée qui sera développée trente ans plus tard par Dennis Bray). Il applique également le modèle aux récepteurs présents dans la membrane post-synaptique de l’organe électrique,. Son équipe démontre l’existence de plusieurs états interconvertibles du récepteur nicotinique - de repos, ouvert et désensibilisé - qui présentent des affinités différentes pour les ligands comme l’acétylcholine,,. Les transitions entre ces états suivent des cinétiques différentes et ces cinétiques ainsi que différentes affinités suffisent pour expliquer la forme du potentiel post-synaptique. Un modèle mécaniste plus complet du récepteur nicotinique du muscle strié (ou de l’organe électrique) est publié plus tard en collaboration avec Stuart Edelstein, un autre spécialiste de l’allostérie, qui a travaillé pendant plusieurs décennies sur l’hémoglobine.

### Structure du récepteur nicotinique

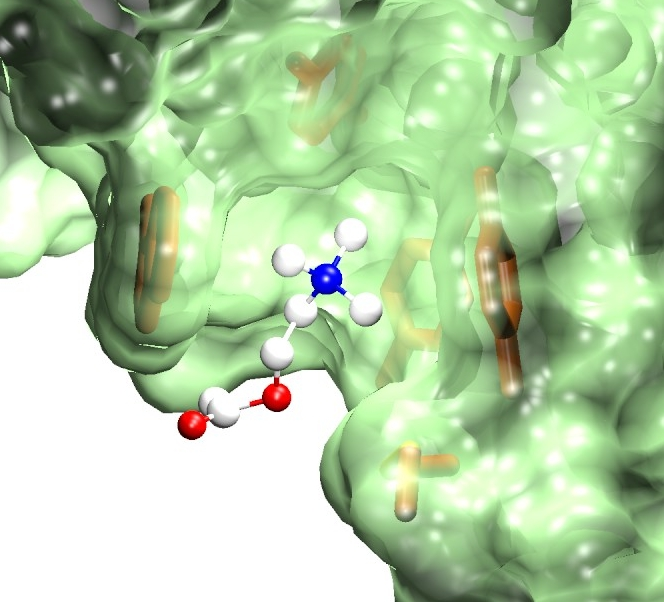
Neurotransmetteur acetylcholine lié au récepteur nicotinique. Adapté d'un article de Le Novère, Grutter et Changeux.

En 1970, Changeux isole le récepteur nicotinique de l’acétylcholine à partir de l’organe électrique d'un gymnote, le premier récepteur pharmacologique membranaire jamais isolé et cela grâce aux propriétés d’une toxine de venin de serpent. L’isolement du même récepteur à partir de l’organe électrique de torpille était rapporté quelques mois plus tard par Ricardo Miledi. L’amélioration des méthodes de purification développées dans le groupe lui permet de proposer que le récepteur est une protéine pentamérique, un résultat confirmé par la suite par l’équipe d’ Arthur Karlin. Le groupe de Changeux a été parmi les premiers à élucider la structure primaire des sous-unités du récepteur,, en parallèle avec le groupe de Shosaku Numa et de Stephen Heinemann.
Au cours des années 1980 et 1990, les méthodes de biologie moléculaire qu’il a développées dans son laboratoire lui ont permis de déchiffrer les structures tertiaire et quaternaire de ce récepteur. Il a localisé le canal ionique au niveau du second segment transmembranaire, un résultat confirmé plus tard par les groupes de Shosaku Numa et de Ferdinand Hucho. Les déterminants moléculaires de la sélectivité ionique étaient aussi identifiés dans le même segment transmembranaire,,. La structure du site de liaison de l’acétylcholine et de la nicotine était identifiée comme une niche aromatique située à l’interface entre sous-unités adjacentes dans le domaine extracellulaire,,.
Les recherches de Changeux sur la structure du récepteur nicotinique ont culminé récemment avec la publication de la structure au niveau atomique d’un homologue bactérien du récepteur nicotinique dans la conformation ouverte, supportant l’idée d’une ouverture concertée et symétrique du canal ionique.

### Stabilisation sélective des synapses par l’activité neuronale
En 1973, avec Philippe Courrège et Antoine Danchin, Changeux propose un modèle décrivant comment au cours du développement du système nerveux, l’activité du réseau entraine la stabilisation ou l’élimination des synapses qu’il contient et l’illustre avec des expériences sur la jonction neuromusculaire. Ce modèle est précurseur de la thèse biologisante du « Darwinisme neuronal » qui a été défendue par la suite par Gerald Edelman. Changeux poursuit et illustre cette idée. Pendant les années 1980, il essaie de le documenter soit avec des souris mutantes,, soit avec des expériences de dénervation,.

### Fonction du récepteur nicotinique
Au cours des années 1990, le groupe de Changeux s’intéresse à la structure du récepteur nicotinique de l’organe électrique du gymnote ou de la torpille et étend ses investigations au rôle physiologique de ce récepteur soit à la jonction neuromusculaire, la synapse reliant les neurones moteurs au muscle squelettique, soit dans le cerveau, notamment en relation avec la dépendance à la nicotine.
Dès les années 1980, le groupe étudie la compartimentalisation d’expression du récepteur dans les cellules musculaires en développement, en relation avec son travail théorique sur l’épigénèse. En particulier, le groupe s’intéresse à l’accumulation du récepteur nicotinique dans la région post-synaptique au cours du développement, concomitante d’un changement d’identité du récepteur. Ils démontrent que l’accumulation résulte : 1. de l’inhibition de la transcription des gènes du récepteur en dehors de la région synaptique par l’activité électrique qui simule l’entrée de calcium et l’activation de PKC,,,, et 2. une stimulation de la transcription au niveau de la synapse par le CGRP activant la PKA,, ou par l’ARIA (héréguline) activant des cascades de tyrosines kinases,. Les éléments promoteurs et facteurs de transcription concernés sont identifiés.
Au cours des années 1990, Changeux évolue progressivement de la jonction neuromusculaire aux récepteurs nicotiniques exprimés dans le cerveau. Parmi les résultats obtenus par le groupe, on peut noter la découverte que les récepteurs neuronaux sont perméables au calcium – ce qui explique l'effet positif des récepteurs nicotiniques sur la libération de nombreux neurotransmetteurs dans le cerveau – mais aussi que le calcium est un effecteur allostérique modulateur de ces récepteurs (ce qui fut également découvert indépendamment par le groupe de John Dani). Le groupe identifie par la suite les sites de liaison allostérique du calcium,.
Au milieu des années 1990, Changeux a concentré la plupart de ses intérêts sur la fonction du récepteur nicotinique dans les systèmes dopaminergiques mésencéphaliques en utilisant des souris invalidées sélectivement pour différents gènes du récepteur nicotinique. Le groupe a caractérisé les types de sous-unités du récepteur présents dans les neurones dopaminergiques,, et identifié les récepteurs responsables de la dépendance à la nicotine, qui engagent les sous-unités α4, α6 et β2,. Entre 1995 et 1998, son laboratoire a été en partie financé par le Council for Tobacco Research de l'industrie du tabac, contribuant en particulier à l'élucidation des rôles de la sous-unité β2 dans la mise en place de la dépendance à la nicotine.

### Modélisation de la cognition
Depuis les années 1990, Changeux poursuivit son activité de modélisation computationnelle en s’intéressant aux bases neuronales des fonctions cognitives. Cette recherche a été effectuée principalement en collaboration avec Stanislas Dehaene qui dirige une unité Inserm-CEA de neuroimagerie cognitive.
À partir de la fin des années 1980, Dehaene et Changeux théorisent et développent un modèle d’accès à la conscience basé sur le recrutement au niveau cérébral global de réseaux de neurones avec des axones à longue distance qu'il nomme l’espace de travail neuronal conscient, ou modèle d'espace de travail cognitif global. Ce modèle s'inspire du « modèle d'espace de travail global » pour la conscience de Bernard Baars et tente de reproduire le comportement en essaim des fonctions cognitives supérieures du cerveau telles que la conscience, la prise de décision et les fonctions exécutives centrales. Il est utilisé pour fournir un cadre prédictif à l'étude de la cécité d'inattention, le développement des compétences numériques élémentaires et à la résolution du test de la Tour de Londres,.

## Activités non scientifiques
Jean-Pierre Changeux a été président du Comité consultatif national d'éthique en France, de 1992 à 1998.
Il est passionné par l’art et a organisé plusieurs expositions : De Nicolo Dell’Abate à Nicolas Poussin : aux sources du classicisme (Meaux), La lumière au Siècle des Lumières (Nancy), Passions de l’âme (Meaux) et a coorganisé (avec Jean Clair) l’Âme au corps (Paris Grand Palais).
Il est membre du conseil scientifique de l’Agence Internationale des Musées, France Muséums, depuis 2007.
Jean-Pierre Changeux a été président, de 1989 à 2012, de la Commission interministérielle d'agrément pour la conservation du patrimoine artistique national, dite Commission des dations, qui examine l'acceptation des œuvres d'art proposées à l'État français en paiement de droits de succession. Il a lui-même donné des œuvres d'art à l'État dans ce cadre.
Il fut membre du conseil d'administration du Centre Royaumont pour une Science de l’Homme.

## Prix et honneurs

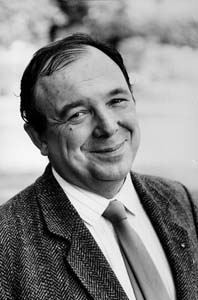
Jean-Pierre Changeux photographié par Erling Mandelmann.

### Prix scientifiques
- 1977 : prix Alexandre Joannidès de l'Académie des sciences
- 1978 : prix Gairdner
- 1982 : Prix Wolf de médecine
- 1982 : prix Richard-Lounsbery de l'Académie des sciences
- 1983 : prix littéraire Broquette-Gonin de l'Académie française pour l'Homme neuronal
- 1985 : prix Céline
- 1985 : Ciba Geigy Drew Award in Biomedical Research
- 1986 : prix Francis O. Schmitt du Neurosciences Research Institute
- 1988 : prix Rita-Levi-Montalcini de la fondation Fidia
- 1990 : prix Bristol-Myers-Squibb du Neurosciences Research Institute
- 1991 : médaille Carl-Gustav-Bernhard de l'Académie des sciences suédoise
- 1992 : Science for Art, prix d'honneur LVMH
- 1992 : International Prize Amedeo e Frances Herlitzka for Physiological Sciences
- 1992 : médaille d'or du CNRS[70]
- 1993 : prix Louis-Jeantet de médecine
- 1993 : Thudichum medal, Biochemical Society
- 1994 : Goodman and Gilman Award in drug receptor pharmacology
- 1994 : Camillo Golgi medal, Accademia Nazionale dei Lincei
- 1994 : sir Hans Krebs medal, FEBS
- 1996 : médaille Max-Delbrück en Molecular Medicine
- 1997 : grand Prix de la Fondation pour la recherche médicale, Paris
- 1997 : prix Jean-Louis Signoret, en neuropsychologie, Fondation Ipsen
- 1998 : prix Emanuel Merck en Chimie, Darmstadt
- 1999 : medaille Linus Pauling, Stanford, USA
- 1999 : prix Eli Lilly, en Neuroscience préclinique, Collège européen de Neuropsychopharmacologie, Londres
- 2000 : Langley Award for basic research on nicotine and tobacco, Washington
- 2001 : prix Balzan pour les neurosciences cognitives
- 2002 : American Philosophical Society’s Karl Spencer Lashley Award in neuroscience
- 2005 : Lewis Thomas Prize for Writing about Science Rockefeller University, New-York
- 2006 : Dart/NYU Biotechnology Award in Basic Biotechnology, New-York
- 2006 : award of the Biotechnology Study Center de la New York University School of Medicine, avec Eric R. Kandel (Prix Nobel de physiologie ou médecine en 2000), et Charles Weissmann
- 2006 : Golden Eurydice Award from International Forum of Biophilosophy, Bruxelles
- 2005 : Rockefeller University's science writing prize
- 2007 : National Academy of Sciences Award in the Neurosciences
- 2008 : Prix de la plasticité neuronale, Fondation Ipsen
- 2008 : CINP Pioneer Award
- 2012 : Japanese Society for the Promotion of Science (JSPS) award for eminent scientists
- 2016 : International research award from the Olav Thon Foundation (Oslo)[71]
- 2018 : Prix mondial des sciences Albert-Einstein

### Académies et diplômes honorifiques
- Deutsche Akademie der Naturforscher Leopoldina zu Halle (pharmacologie), 1974
- Académie de médecine de Turin, 1976
- National Academy of Sciences, Washington (États-Unis) (foreign associate), 1983
- Académie royale des sciences de Suède, Stockholm, (Suède) (membre étranger), 1985
- Académie des sciences, Paris, 1988
- Académie royale de médecine de Belgique (Bruxelles) (membre étranger honoraire), 1988
- Academia Europaea (membre fondateur), 1988
- American Academy of Arts and Sciences, Boston, (États-Unis) (membre étranger), 1994
- Romanian Academy of Medical Sciences, Bucarest (membre étranger), 1996
- Institute of Medicine of the National Academies, Washington, (États-Unis) (membre étranger associé), 2000
- Istituto Veneto di Scienze, Lettere Ed Arti, Venezia (Italie), 2001
- Hungarian Academy of Sciences, Budapest (membre étranger associé), 2004
- European Academy of Sciences, Bruxelles (membre), 2004
- Académie royale de Belgique, Bruxelles (membre), 2010[72].
- Docteur honoris causa de :
  - Université de Turin, Italie, 1989
  - Université de Dundee, Écosse, 1992
  - Université de Genève, Suisse, 1994
  - Université de Stockholm, Suède, 1994
  - Université de Liège, Belgique, 1996
  - École polytechnique fédérale de Lausanne, Suisse, 1996
  - Université du Sud de la Californie, Los Angeles, USA, 1997
  - Université de Bath, Royaume-Uni, 1997
  - Université de Montréal, Canada, 2000
  - Université hébraïque de Jérusalem, Israël, 2004
  - Université d'État de l'Ohio, Colombus, États-Unis, 2007
  - HEC Paris, France, 2011[73]
- Membre honoraire du Neurosciences Research Program, MIT et Université Rockefeller (États-Unis), depuis 1984
- Membre honoraire de la Japanese Biochemical Society, Sendai, Japon, 1985
- Membre honoraire de l'American Neurology Association, 1988
- Membre honoraire de University College de Londres, Londres, 1990
- Membre honoraire à titre étranger de la Société belge de neurologie, Bruxelles, 1991
- Membre de l'Organisation européenne de biologie moléculaire

### Distinctions
- Grand-croix de la Légion d'honneur, 2010[74]
- Grand-croix de l'ordre national du Mérite, 1994[75]
- Commandeur de l'ordre des Arts et des Lettres, 1994[76]

## Articles scientifiques majeurs
- Monod J, Wyman J, Changeux JP (1965). On the nature of allosteric transitions: a plausible model. Journal of Molecular Biology 12: 88-118. Article classique où Jacques Monod, Jeffries Wyman et Jean-Pierre Changeux présentent le modèle MWC, qui explique les propriétés de coopérativité que l'on trouve dans les protéines allostériques, comme l'hémoglobine.
- Changeux JP, Kasai M, Lee CY (1970). Use of a snake venom toxin to characterize cholinergic receptor protein. Proceedings of the National Academy of Sciences USA 67: 1241-1247 (première purification d'un récepteur de neurotransmetteur).
- Changeux JP, Courrege P, Danchin A (1973). Theory of epigenesis of neuronal networks by selective stabilization of synapses. Proceedings of the National Academy of Sciences USA 70: 2974-2978.
- Giraudat J, Dennis M, Heidmann T, Chang JY, Changeux JP (1986). Structure of the high affinity site for noncompetitive blockers of the acetylcholine receptor: serine-262 of the delta subunit is labeled by [3H]-chlorpromazine. Proceedings of the National Academy of Sciences USA 83: 2719-2723.

## Livres par Jean-Pierre Changeux

### Neurosciences
- Changeux, Jean-Pierre. Le beau et la splendeur du vrai, entretien avec François L'Yvonnet. Albin Michel, Paris (2023)[77].
- Changeux, Jean-Pierre. La beauté dans le cerveau. Odile Jacob, Paris (2016).
- Changeux, Jean-Pierre. Le cerveau et l'art. De Vive Voix, Paris (2010).
- Changeux, Jean-Pierre. (2008) Du vrai, du beau, du bien : Une nouvelle approche neuronale. ed. Odile Jacob, Paris.
- Changeux, Jean-Pierre ; Stuart Edelstein. (2004) Nicotinic Acetylcholine Receptors: From Molecular Biology to Cognition. Odile Jacob, New York.
- Gènes et culture, collectif sous la direction de Jean-Pierre Changeux, Odile Jacob, Paris, 2003.
- La Vérité dans les sciences, collectif sous la direction de Jean-Pierre Changeux, Odile Jacob, Paris, 2003.
- Changeux, Jean-Pierre. (2002) L'Homme de vérité. Odile Jacob, Paris (2004 The physiology of truth).
- Changeux, Jean-Pierre ; Paul Ricœur. (1998) Ce qui nous fait penser. Odile Jacob, Paris (2002 What Makes Us Think. À Neuroscientist and a Philosopher Argue About Ethics, Human Nature, and the Brain [63][64]).
- Changeux, Jean-Pierre. (1994) Raison et plaisir. Odile Jacob, Paris.
- Changeux, Jean-Pierre ; Alain Connes. (1989) Matière à pensée. Odile Jacob, Paris (1995 Conversations on Mind, Matter and Mathematics).
- Changeux, Jean-Pierre. (1983) L'Homme neuronal. Fayard Paris (1985 Neuronal Man: The Biology of Mind).

### Éthique
- Une même éthique pour tous, collectif sous la direction de Jean-Pierre Changeux, Odile Jacob, Paris, 1997.
- Fondements naturels de l'éthique, Odile Jacob, Paris, 1993.

### Arts
- La Lumière au siècle des Lumières et aujourd'hui, collectif sous la direction de Jean-Pierre Changeux, Odile Jacob, Paris, 2005.
- Jean-Pierre Changeux, Nicole Rouillé, Jean-Claude Boyer, Pierre Rosenberg, La Passion de l'âme : peintures des XVIIe et XVIIIe siècles de la collection Changeux, 2006, Odile Jacob.
- Article paru dans Art Aujourd’hui : Changeux et l'art.
- Les Neurones enchantés - Le cerveau et la musique, Entretiens avec Pierre Boulez et Philippe Manoury, Paris, Odile Jacob, 2014.